# Šentjernej
Šentjernej – wieś w Słowenii, siedziba gminy Šentjernej. W 2018 roku liczyła 1436 mieszkańców.